# Freybouse
Freybouse är en kommun i departementet Moselle i regionen Grand Est (tidigare regionen Lorraine) i nordöstra Frankrike. Kommunen ligger i kantonen Grostenquin som tillhör arrondissementet Forbach. År 2022 hade Freybouse 428 invånare.

## Befolkningsutveckling
Antalet invånare i kommunen Freybouse
| Referens: INSEE |